# ボロマー・カジドスレン
ボロマー・カジドスレン (モンゴル語: Хажидсүрэнгийн Болормаа; 1964年1月18日 - )は、モンゴル国大統領ツァヒアギーン・エルベグドルジの夫人である。モンゴルのファーストレディ。

## 伝記
1964年1月18日にモンゴル人民共和国のウランバートルに誕生した。第47号中等学校を卒業し、それから数年後にツァヒアギーン・エルベグドルジと出会って結婚した。